# عزلة الأجعود (تعز)

تعديل مصدري - تعديل

عزلة الاجعود هي إحدى عزل مديرية التعزية في محافظة تعز اليمنية ويبلغ تعداد سكانها 4536 نسمة حسب التعداد السكاني في اليمن لعام 2004.